# Châu Can
Châu Can là một xã thuộc huyện Phú Xuyên, thành phố Hà Nội, Việt Nam.

## Địa lý
Xã Châu Can là cửa ngõ phía nam của thủ đô Hà Nội, có đường Quốc lộ 1 chạy qua dài trên 2 km, có vị trí địa lý:
- Phía nam giáp tỉnh Hà Nam
- Phía đông giáp xã Đại Xuyên
- Phía bắc giáp xã Phú Yên
- Phía tây giáp huyện Ứng Hòa.

Xã Châu Can có diện tích 8,57 km², dân số năm 1999 là 8.493 người, mật độ dân số đạt 991 người/km². Đây là xã có Dự án đường trục phía nam Hà Nội đi qua.

## Hành chính
Xã Châu Can gồm có 9 thôn: Bài Lễ,  Cầu Giẽ, Làng Dâu, Lễ Thượng, Nghĩa Lập, Nội, Trung, Tư Can, Quán